# Marcel Philipp
Marcel Philipp (Aquisgrana, 7 maggio 1971) è un politico tedesco, sindaco di Aquisgrana dal 2009 al 2020.